# Штит (сазвежђе)
Штит (лат. Scutum) је сазвежђе јужне хемисфере, једно од 88 савремених сазвежђа. По површини је пето најмање сазвежђе, нема сјајних звезда. Сазвежђе је крајем 17. века дефинисао пољски астроном Јоханес Хевелије у славу победе пољског краља Јана III Собјеског над Турцима под Бечом 1683. године. Хевелије је сазвежђе првобитно назвао „Штит Собјеског“ (Scutum Sobiescianum). Собјески је касније помогао Хевелију да обнови своју опсерваторију када је изгорела у пожару. 

## Звезде
Најсјајнија звезда овог сазвежђа је алфа Штита, названа и Ionnina, такође у славу Јана Собјеског. У питању је варијабилни наранџасти џин магнитуде 3,85, удаљен 174 светлосне године од Сунца.
Друга по сјају је бета Штита, двојна звезда чија је примарна компонента светли жути џин. Магнитуде је 4,22, а од Сунца је удаљена 690 светлосних година.
Делта Штита је променљива звезда, прототип своје класе променљивих — звезде чији се сјај мења због пулсирања површине. Делта Штита је од Сунца удаљена приближно 187 светлосних година, а магнитуда јој је 4,72.

## Објекти дубоког неба
У Штиту се налазе два Месјеова објекта, расејана звездана јата М11 и М26. М11 је са својих 2900 звезда једно од најгушћих и звездама најбогатијих отворених јата икада откривених. Око 500 звезда које садржи су сјајније од четрнаесте магнитуде. Открио га је у 17. веку немачки астроном Готфрид Кирх, а процењена старост јата је 220 милиона година.
М26 је од Сунца удаљен око 5000 светлосних година а има око 22 светлосне године у пречнику. Старост јата је процењена на 89 милиона година. Занимљива појава у јату М26 је простор мале густине звезда око језгра јата, највероватније заклоњен тамном материјом.
- М11
- М26